# Kraan (band)
Kraan is een Duitse rockband. De band, afkomstig uit Ulm, ontstond in 1970. In de jaren 70 had de groep enkele hitjes, en was een van de bekendste vertegenwoordigers in wat later krautrock werd genoemd. Uiteindelijk evolueerde hun muziek meer naar fusion, met een vermenging van jazz en rock.

## Bandleden
- Peter Wolbrandt: gitaar, zang
- Jan Fride Wolbrandt: drums
- Hellmut Hattler: basgitaar
- Ingo Bischof: keyboards (1951-2019)

Voormalige bandleden:
- Johannes "Alto" Pappert: saxofoon (tot 1976)
- Udo Dahme: drums (ca. 1977-1980)
- Joo Kraus: trompet, keyboards (ca. 1987-1992)
- Gerry Brown: drums (ca. 1982)

## Discografie
- 1972 Kraan
- 1973 Wintrup
- 1974 Andy Nogger
- 1975 Kraan Live and Let It Out
- 1977 Wiederhören
- 1978 Flyday
- 1980 Tournee
- 1982 Nachtfahrt
- 1983 X and 2 Platten (Best of Kraan)
- 1988 Kraan Live
- 1989 Dancing In The Shade
- 1991 Soul of Stone
- 1998 The Famous Years Compiled
- 2001 Live 2001 and Berliner Ring
- 2003 Through
- 2007 Psychedelic man
- 2010 Diamonds